# 王亚平 (作家)
王亚平（1905年—1983年），原名王福全，男，河北威县人，中国现代诗人、剧作家，中国作家协会理事。